# Bomberos de la electricidad
Bomberos de la electricidad es el sobrenombre que recibieron las centrales móviles de electricidad. Organizadas por Endesa, tenían la finalidad de resolver de forma temporal la escasez de oferta energética en diversos puntos de España desde 1945 hasta principios de los años setenta gracias a la utilización de unos generadores móviles en los puertos de diversas ciudades españolas. Por aquel entonces, la dependencia del país de la energía hidráulica era excesiva. Tanto la red como el aprovechamiento de la misma era lenta y costosa, por lo que se comenzó a usar este otro sistema no dependiente de las fluctuaciones estacionales en la disponibilidad del agua. España, con sus veranos muy cálidos, tenía por aquel entonces un déficit de embalsamiento de agua, por lo que no se cubrían las necesidades energéticas domésticas y de la creciente industria española, en pleno periodo expansionista.

## Historia
Las ciudades de Barcelona, Sevilla y Cartagena, así como Asturias y la isla de Mallorca fueron los primeros lugares donde se destinaron las centrales móviles. La potencia adquirida de estos aparatos fabricados por la Metropolitan Vicker sumaba 31.000 kW. Su fabricación se produjo en el contexto de la II Guerra Mundial, donde el Reino Unido, aliado de la Unión Soviética, ayudaba al ejército ruso en materia de suministro eléctrico en el frente oriental. Una vez terminada la contienda, las centrales móviles dejaron de tener utilidad para los efectivos militares rusos en las llanuras del este de Europa, por lo que diez de éstas fueron adquiridas por Endesa a petición del Instituto Nacional de Industria (INI).
Estas centrales móviles, que funcionaban parte a fuel oil y parte a carbón, fueron puestas en servicio en el periodo récord de tan sólo seis meses. La conexión se facilitó a las entidades locales y, ya en el primer trimestre de la operación, habían ingresado en la red más de 30 millones de kilovatios/hora.
Se conectaban a la red local, aportando la energía necesaria y una estabilidad al sistema en zonas críticas como la cuenca minera de Asturias, que ayudó a superar el paro de la minería de carbón local y permitió relanzar la industria de cementos, fertilizante o siderúrgicas. También se postuló como alternativa a la dependencia energética hidráulica de Sevilla, una zona donde el estiaje de los afluentes del Guadalquivir provocaba problemas en la generación eléctrica cada verano a la ciudad más poblada de Andalucía, con 350.000 habitantes a mediados de los años 40. Las sucesivas olas de calor provocaron el arribo de estos artefactos en el puerto de la capital hispalense en 1946.
Las situaciones de crisis no sólo se produjeron en los años cuarenta y cincuenta. Tras el final de la posguerra, en 1952, siguió habiendo casos de emergencia focalizados en una serie de lugares y en determinadas épocas del año, debido al aumento de la demanda a consecuencia del crecimiento económico exponencial que estaba experimentando el país como preludio del desarrollismo español, que tendría su etapa de apogeo durante los años 60 y 70, y que permitió el mayoritario acceso de la población española a bienes de consumo que requerían de electricidad para poder funcionar.
La máxima producción anual de las centrales móviles se alcanzó en 1957, cuando se superaron los 250 millones de kWh en el conjunto nacional.
Las soluciones de emergencia se mitigaron con grupos electrógenos en la industria y el comercio. A principios de los sesenta, gran parte del territorio peninsular estaba abastecido. Ahora, el problema de abastecimiento eléctrico era principalmente insular, por lo que Ceuta, Melilla, Alcudia y Mahón fueron los destinos finales de aquellas baqueteadas unidades móviles, donde permanecieron en servicio durante una década más, que sirvieron más como reserva que como prestación prioritaria.